# 小倉南FC
小倉南フットボールクラブは福岡県北九州市小倉南区のサッカークラブチーム。これまでに全日本少年サッカー大会に6回出場、第22回大会で全国優勝している。
1983年（昭和58年）に創部した。
2012年9月に行われたJFAエリートプログラム U-13 トレーニングキャンプに所属選手1名が選ばれている。
2013年の第37回全日本少年サッカー福岡県大会でも優勝し、5度目の全国大会出場を決めた。同大会では1次ラウンド2組を名古屋グランパスに次いで2位で通過、2次ラウンドでヴァンフォーレ甲府などに連敗し、姿を消した。
小倉南区以外に、小倉北区、門司区、八幡西区でも、幼稚園生や小学校低学年向けのサッカー教室を開いており、幼稚園〜中学生まで約700名が在籍している。